# 17 Eridani
17 Eridani, som är stjärnans Flamsteed-beteckning, är en ensam stjärna belägen i den norra delen av stjärnbilden stjärnbilden Eridanus, som också har Bayer-beteckningen v Eridani. Den har en skenbar magnitud på ca 4,74 och är svagt synlig för blotta ögat där ljusföroreningar ej förekommer. Baserat på parallaxmätning inom Hipparcosuppdraget på ca 8,1 mas, beräknas den befinna sig på ett avstånd på ca 400 ljusår (ca 124 parsek) från solen. Den rör sig bort från solen med en heliocentrisk radialhastighet av ca 15 km/s.

## Egenskaper
17 Eridani är en blå till vit jättestjärna av spektralklass B9 III, även om stjärnmodeller anger att den kan vara en stjärna i huvudserien av spektralklass B9 Vs och genererar energi genom termonukleär fusion av helium i dess kärna. Den har en massa som är ca 3,6 solmassor, en radie som  är ca 3 solradier och utsänder ca 268 gånger mera energi än solen från dess fotosfär vid en effektiv temperatur av ca 11 100 K.
I stjärnans koordinater har detekterats röntgenstrålning, som kan komma från en oupplöst följeslagare.